# St. Valentin auf der Haide
St. Valentin auf der Haide (italienisch San Valentino alla Muta) ist ein Dorf in Südtirol und eine Fraktion der Gemeinde Graun im Vinschgau. Die Ortschaft befindet sich nördlich der Malser Haide im Vinschgau bzw. Vinschger Oberland, dem höchstgelegenen Abschnitt des Etschtals.
St. Valentin liegt auf 1472 m s.l.m. Höhe an der Etsch direkt zwischen Haidersee und Reschensee. Das Dorf zählt etwa 900 Einwohner, die vorwiegend vom Sommer- und Wintertourismus oder von der Landwirtschaft leben.

## Geographie

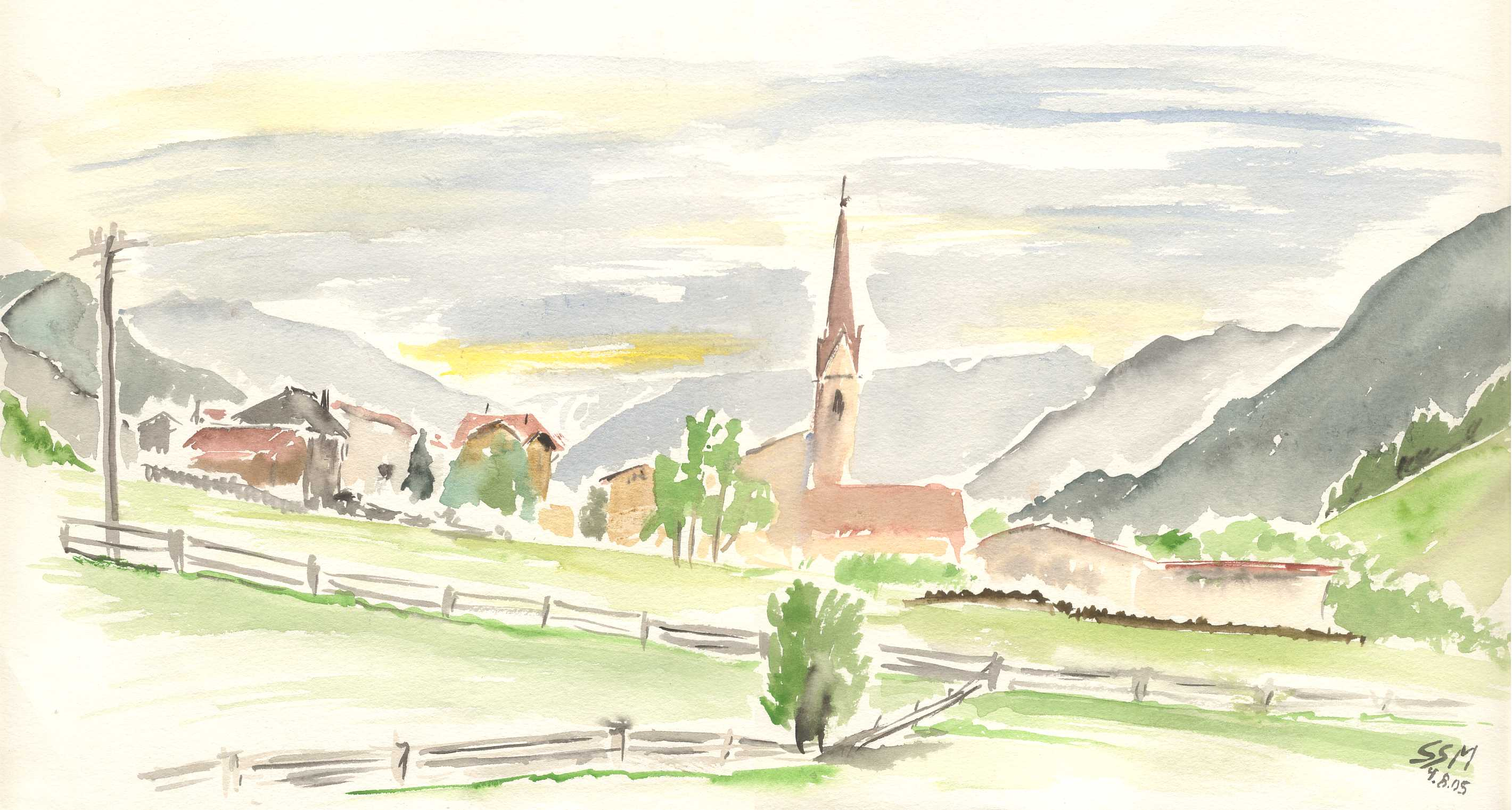
St. Valentin auf der Haide von Norden. Aquarell von Siegfried Schieweck-Mauk, Eichstätt (Bayern)

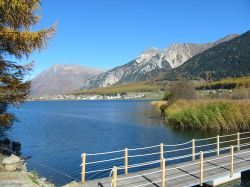
Haidersee mit Blick auf St. Valentin, im Hintergrund die Klopaierspitze, Endkopf und Pleisköpfl

### Zu St. Valentin gehörende Weiler und Höfe
- Dörfl (Monteplair)
- Kaschon
- Padöll, Plagött
- Fischerhäuser
- Stockerhöfe
- Greinhof
- Thönihof

### Angrenzende Fraktionen/Orte
- Graun
- Langtaufers
- Reschen
- Burgeis
- Plawenn

### Bergspitzen
- Elferspitze 2926 m
- Seebodenspitze 2857 m
- Großhorn 2630 m
- Pleisköpfl
- Habicherkopf 2901 m

## Geschichte
Neueste Erkenntnisse zeugen von einer ersten Besiedlung in St. Valentin in der Römerzeit. Damals soll sich im heutigen Ortsteil Dörfl (Monteplair) eine Pferdekutschenstation der Römer befunden haben.
Die erste Besiedlung im heutigen Ortskern geht auf ein Hospiz zurück, das der wohlhabende und fromme Burgeiser Ulrich Primele im Jahr 1140 zur Rettung und Aufnahme von Reisenden gegründet hatte. Ein Hospiz oder Xenodochium (hospitale pietatis, refrigerium pauperum xenodochium) bezeichnete im Mittelalter eine Art Gasthaus für Fremde, Pilger, Wanderer, Kranke, Arme und Hilfsbedürftige. Neben dem Hospiz von St. Bernhard in der Schweiz war das Hospiz in St. Valentin eine der ersten Einrichtungen dieser Art. Neben dem südlichsten See der damals noch drei Seen entstand 1140 in der Nähe des Hospizes auch die erste Kapelle zum Heiligen Valentin. Vom St.- Valentin-Hof und von der St.-Valentins-Kapelle leitet die heutige Bezeichnung des Dorfes ihren Ursprung ab. Seit 1314 ist die Ortschaft eine Gemeinde und hat seit 1408 den  Beinamen auf der Haid.

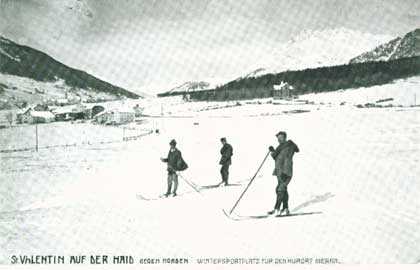
Skipioniere in St. Valentin, um 1900 – Beschriftung St. Valentin auf der Haid Wintersportplatz des Kurort Meran

Der Heilige Valentin soll aus den heutigen Niederlanden stammen. Als Apostel Rätiens missionierte er um 435 auch im Vinschgau und im nahe gelegenen Engadin. Als Bischof starb er 470 in der Nähe von Meran und wurde an der Zenoburg begraben. Dem Wanderbischof von Rätien hat St. Valentin auf der Haide seinen Namen zu verdanken.
Die verschiedenen Ortsbezeichnungen im Laufe der Zeit:
- 1140: „Hospiz mit Kapell zum heiligen Valentin“
- 1489: „Sant Valtins auf der Haid“
- 1576: „Gmain allda auf Mallserhaydt“
- 1584: „Auf der Hait“
- 1592: „Sant Valleintin auff der Haydt“
- 1646: „Haid“
- 1916: „St. Valentin auf der Haid“[1]
- 1921: Offizielle Bezeichnung: St. Valentin auf der Haide

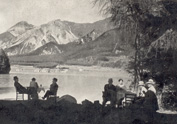
Seeheim mit Blick auf St. Valentin, um 1900

Aus Tradition wird St. Valentin auf der Haide nach wie vor mit ai statt mit ei geschrieben.
Die Bewohner St. Valentins (im Volksmund „Hoader“ genannt) lebten über Jahrhunderte von der Landwirtschaft. In Zeiten der Not wurden die kargen Erträge der sonnenverbrannten Weiden und Äcker mit dem Schmuggeln in der nahen Schweiz und in Österreich aufgebessert. Zahlreiche Sagen, Mythen aber auch wahre Überlieferungen zeugen noch von den Zeiten in Armut, als das Wildern und Schmuggeln ein wichtiges Bestandteil des Lebens am Reschenpass war.
1888 wurde die Freiwillige Feuerwehr St. Valentin auf der Haide gegründet. Der erste Tourismusverein St. Valentins wurde 1904 mit dem Namen „pro loco“ gegründet, darauf folgte die Gründung des ersten Skiclubs Südtirols, des Skiclubs Haid im Jahre 1905. Ende des 19. Jahrhunderts und Anfang des 20. Jahrhunderts hat sich der Tourismus im Obervinschgau etabliert. Einen touristischen Aufschwung gab es auch durch den Bau der Vinschgauer Eisenbahn 1905, damals wurde St. Valentin als Wintersportort des „Churorts Meran“ angepriesen. Stetig gewann der Tourismus an Gewichtung, sei es als Wintersportort oder als Luftkurort und Ort der Sommerfrische. 1928 wurde das bis dato eigenständige St. Valentin der neuen Großgemeinde Graun im Vinschgau zugeschlagen. 1957 wurde in St. Valentin der erste Skilift gebaut, 1962 folgte der Ausbau des Skigebiets Haideralm. Mittlerweile wurde das Skigebiet mit dem benachbarten Skigebiet Schöneben fusioniert und mit einer Verbindungsgondelbahn zusammengeschlossen.
Die Freiwillige Feuerwehr von St. Valentin unterhält seit 1965 eine Partnerschaft mit der Freiwilligen Feuerwehr der Stadtgemeinde Überlingen (Baden-Württemberg).

## Sehenswürdigkeiten

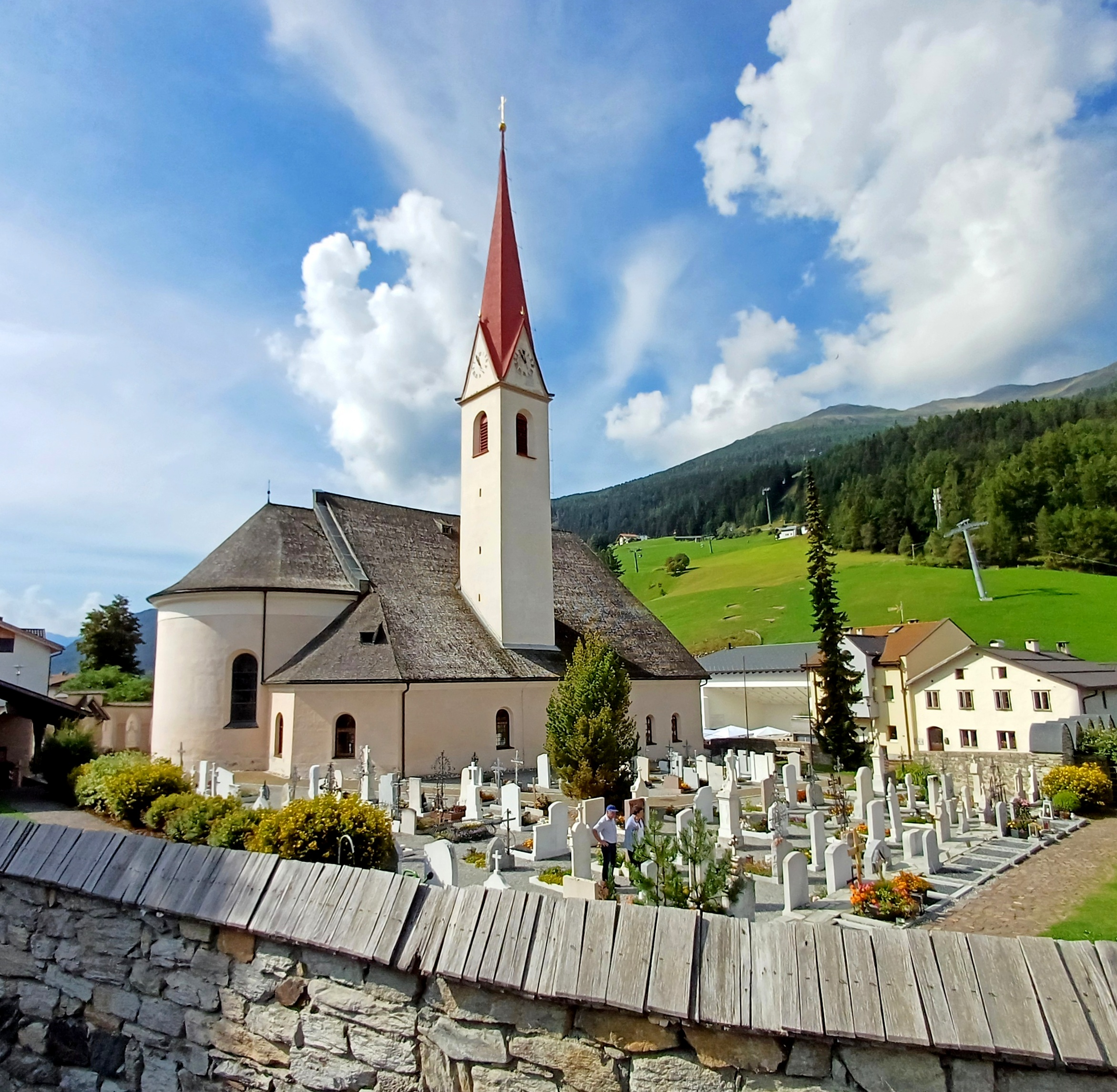
Pfarrkirche St. Valentin mit Gemeindefriedhof

- Hospiz in St. Valentin, beherbergt heute ein Altersheim
- Pfarrkirche St. Valentin
- Lourdes-Kapelle, Oberdorf
- Kapelle in Fischerhäuser
- Kapelle zur Post
- Schlossberg, innere Talai
- Hoch-Kreuz auf der Malser Haide
- St. Florian-Kapelle im Dörfl

Auf dem Schlossberg befinden sich die Reste der höchstgelegenen Burgstelle der Alpen. Die auf 1830 ü. d. M. gelegene Ruine – es bestehen nur mehr Grundmauern – war vermutlich ein Schutzturm. An ihm führte die via Claudia Augusta vorbei.
Das „Hoch-Kreuz“ befindet sich auf der oberen Malser Haide. Das hohe Kreuz aus Holz stellt heute noch den Grenzpunkt zwischen den Gemeinden Mals und Graun dar. Der Ursprung des Kreuzes ist zurückzuführen auf das Hospiz St. Valentin. Dessen Betreiber
war verpflichtet, bei jeden Wetterverhältnissen bis auf diesen Punkt der Malser Haide mit Pferdewagen oder -schlitten in Not Geratene aufzulesen und zu pflegen. Lange Zeit galt das Kreuz als Grenzpunkt zwischen dem Oberen Gericht Nauders (Naudersberg) und dem Gericht Glurns.

## Sagen
Legende von Zerz; Die Bäuerin vom Zerzerhof; Gasthof zur Forelle; Die Hexe vom Simeta Hof; Der Hirte vom Schlossberg.

## Wirtschaft und Tourismus

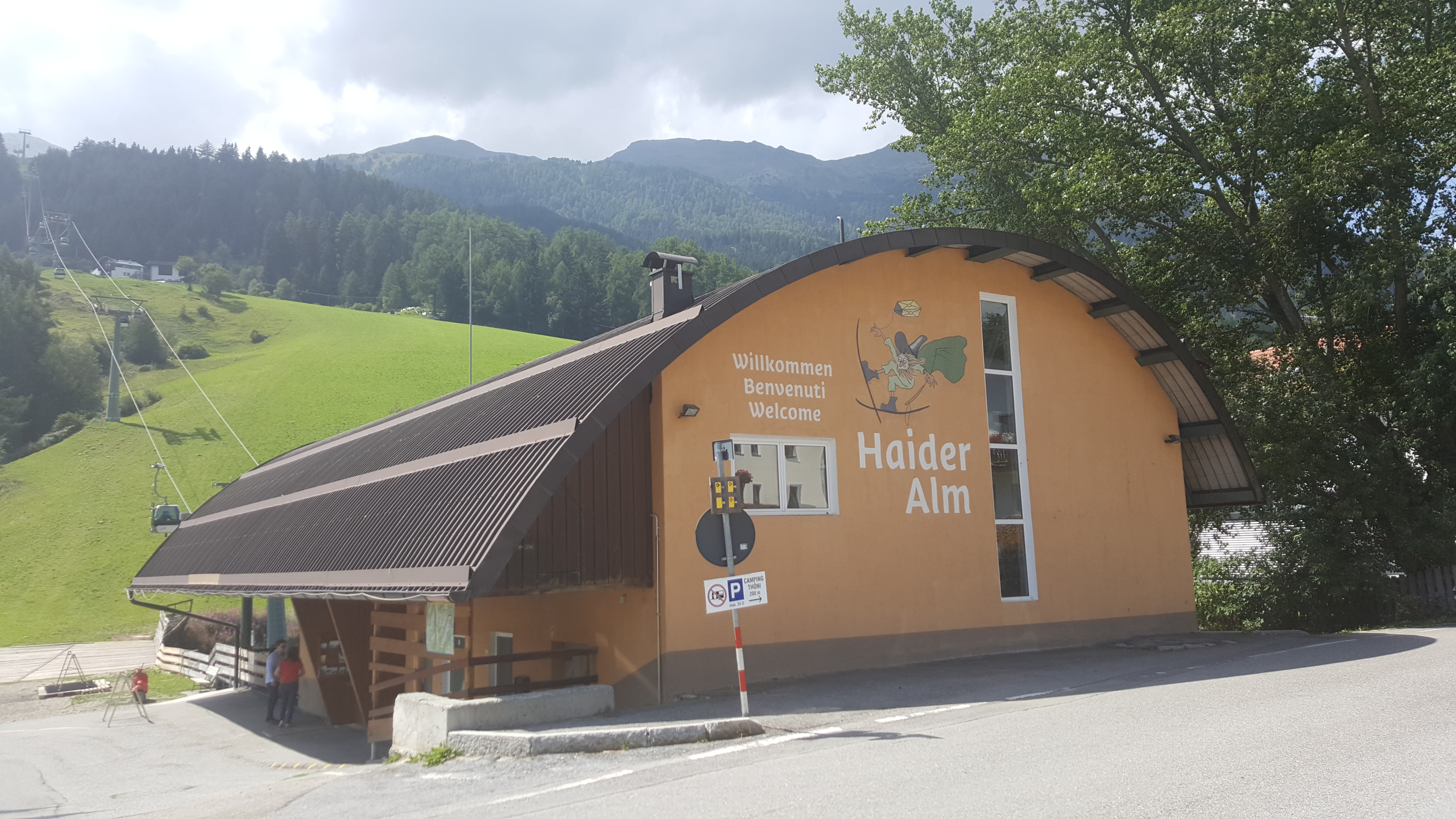
Seilbahn Haider Alm (Talstation)

St. Valentin verfügt durch seinen Zugang zum Skigebiet Schöneben über einen florierenden Tourismus mit zahlreichen Gastwirtbetrieben.
Im Gewerbegebiet von St. Valentin befinden sich einige holzverarbeitende Unternehmen sowie Bauunternehmen und Mechanikerbetriebe.

## Bildung
In St. Valentin gibt es eine Grundschule und eine Mittelschule für die deutsche Sprachgruppe.

## Verkehr
St. Valentin wird von der SS 40 und der Radroute 2 „Vinschgau–Bozen“ durchquert.

## Persönlichkeiten
- Joseph Johann von Peer, * 1754 in St. Valentin, † 1825 in Innsbruck, Jurist, 1792 Professor für römisches Recht, 1799 Rektor der Universität Innsbruck
- Josef Noggler (1865–1926), Politiker der Christlichsozialen Partei (CSP)

### Geistliche
- Kassian Waldner, Padre Cassiano Waldner, * 30. August 1941 im Dörfl, † 24. November 1998 in Guarapuava, Paraná, Brasilien, Missionär

### Musiker
- Franz Friedrich Kohl, Naturwissenschaftler, Historiker, Autor, Sänger (* 13. Jänner 1851, † 15. Dezember 1924)[2]
- Marian Stecher, Musiker, Domkapellmeister (* 1754, † 1832)

### Bildende Kunst
- Eduard Habicher, * 1956, wohnhaft in Meran

### Autoren
- Elisabeth Kraushaar-Baldauf, Medizinerin und Autorin (* 1915, † 2002 in Basel/Riehen)
- Hansjörg Waldner, Germanist und Autor (* 1954, lebt in Meran; Veröffentlichungen: Deutschland blickt auf uns Tiroler. Südtirol-Romane zwischen 1918 und 1945, Wien 1990; Ei nun. Poesie und Texte, Innsbruck 2001)